# چیزیک
چیزیک (در انگلیسی: Chiswick، تلفظ: چیزیک) (‎i‎/ˈtʃɪzɪk/‎ CHIZ-ik) نام محله‌ای است در لندن غربی که قسمت شرقی منطقه هانزلو شهر لندن را در بر می‌گیرد.
نام چیزیک از انگلیسی باستان آمده و به معنی «کشتزار پنیر» است.
چیزیک زادگاه خواننده معروف کیم وایلد است.